# 土舟蛾
土舟蛾（學名：Togepteryx velutina），是昆虫纲鱗翅目舟蛾科土舟蛾属的其中一種。分布於日本、朝鮮、俄羅斯和中國黑龍江、吉林和貴州省。雄性體長1.4-1.45公分，翅膀展開長度達3.5-4.2公分。土舟蛾的下唇须、額頭和胸部背面的后半部呈暗红褐色。头部、翅基片和胸部背面的前半部呈灰色。腹部背面呈暗灰褐色。翅膀前部呈灰色，並帶有些微红褐色，近基部前缘到外缘有一條黑褐色纵带，纵带的前方帶灰白色，而隨著位置的推移，顔色漸漸變淺，直到后缘呈灰白色。生活習性不明。

## 扩展阅读
維基物種上的相關：土舟蛾